# Grünwald
Grünwald este o comună din districtul München, regiunea administrativă Bavaria Superioară, landul Bavaria, Germania.

## Date geografice și demografice

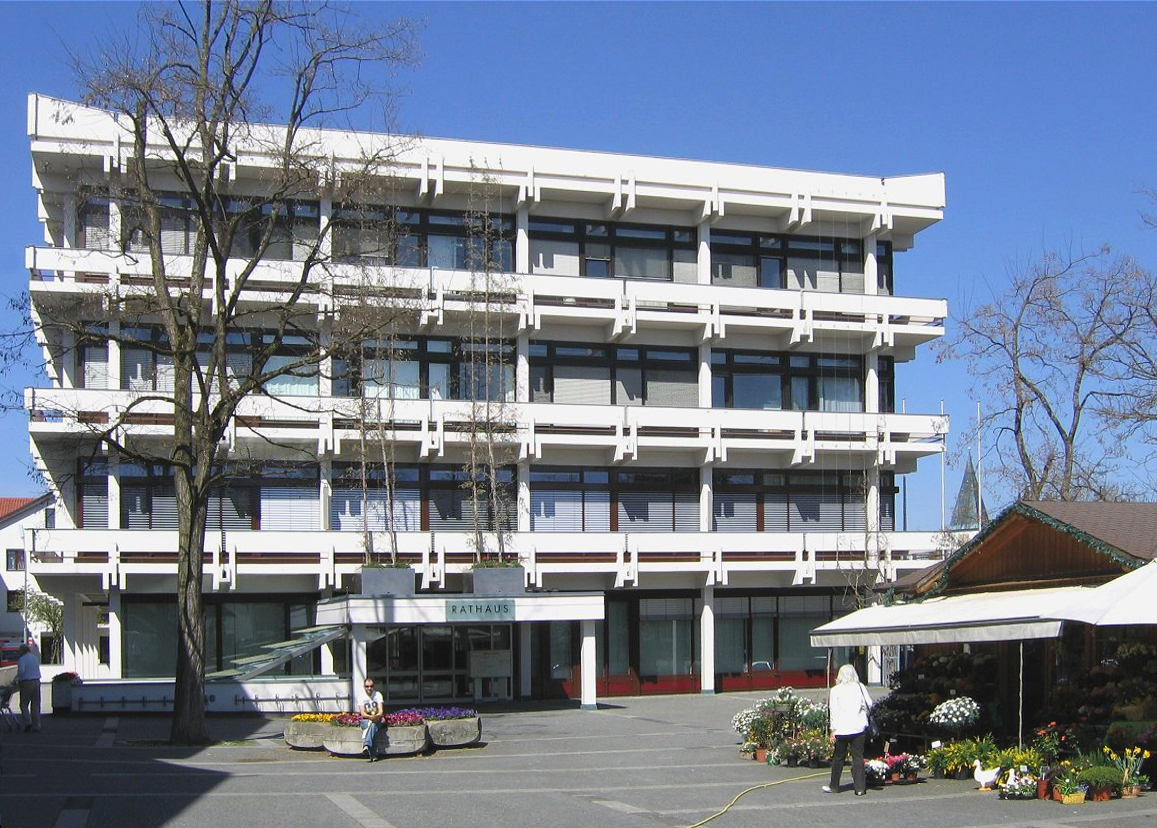
Grünwald
(Primăria)